# Anomalopus verreauxii
Anomalopus verreauxii — вид сцинкоподібних ящірок родини сцинкових (Scincidae). Ендемік Австралії. Вид названий на честь французьких натуралістів Жюля Верро і Едуарда Верро.

## Поширення і екологія
Anomalopus verreauxii мешкають на південному сході Квінсленду та на північному сході Нового Південного Уельсу. Вони живуть у вологих і сухих склерофільних лісах, на узліссях тропічних лісів та в прибережних заростях, трапляються в садах та поблизу людських поселень.